# Égypte aux Jeux olympiques d'été de 2004
L' Égypte a envoyé des athlètes et a remporté 5 médailles aux Jeux olympiques d'été de 2004 à Athènes en Grèce.

## Médailles
| Médaille | Nom             | Sport     | Événement                               |
| -------- | --------------- | --------- | --------------------------------------- |
| Or       | Karam Gaber     | Lutte     | Lutte gréco-romaine hommes (- de 96 kg) |
| Argent   | Mohamed Aly     | Boxe      | Poids super-welters hommes(+ de 91 kg)  |
| Bronze   | Ahmed Ismail    | Boxe      | Poids mi-lourds hommes (- de 81 kg)     |
| Bronze   | Mohamed Elsayed | Boxe      | Poids lourds hommes (- de 91 kg)        |
| Bronze   | Tamer Bayoumi   | Taekwondo | Moins de 58 kg hommes                   |

## Résultats

### Tir à l'arc
Individuel hommes :
- Youssef Maged : 58e place
- Ismail Essam : 62e place

Individuel femmes :
- Lamia Bahnasawy : 58e place
- May Mansour : 64e place

### Athlétisme
Disque hommes :
- Omar Ahmed El Ghazaly : 1er tour : 55,53 mètres (éliminé)

Marteau dames :
- Marwa Hussein : 1er tour : 62,27 mètres

### Boxe
L'Égypte a envoyé six boxeurs à Athènes. Ils ont concouru dans les six classes de poids les plus lourds, avec pas de concurrents en poids légers ou en dessous. Cinq des boxeurs égyptiens gagne leurs premiers combats qui vont amener l'équipe à une médaille d'argent et deux de bronze. Leur score combiné était de dix victoires et de six défaites, avec deux des pertes provenant de victoires faciles. L'Égypte s'est classée 7e dans le tableau des médailles pour la boxe.
Poids super-légers hommes (- de 64 kg)
- Saleh Khoulef
  1. 16e de finale : Perd contre Alexandr Maletin (Russie), surclassé

Poids welters hommes (- de 69 kg)
- Mohamed Hekal
  1. 16e de finale : Bat Basharmal Sultani (Afghanistan), 40-12
  2. 8e de finale : Perd contre Oleg Saitov (Russie), 18-17

Poids moyens hommes (- de 75 kg)
- Ramadan Yasser
  1. 16e de finale : Abandon de l'adversaire
  2. 8e de finale : Bat Marian Simion (Roumanie), 36-29
  3. Quart de finale : Perd contre Gennadiy Golovkin (Kazakhstan), 31-20

Poids mi-lourds hommes (- de 81 kg)
- Ahmed Ismail :  Médaille de bronze
  1. 16e de finale : Bat Shohrat Kurbanov (Turkménistan), 44-22
  2. 8e de finale : Bat Trevor Stewardson (Canada), 38-22
  3. Quart de finale : Bat Elias Pavlidis (Grèce), blessure
  4. Demi-finale : Perd contre Magomed Aripgadjiev (Biélorussie), 23-20

Poids lourds hommes (- de 91 kg)
- Mohamed Elsayed :  Médaille de bronze
  1. 8e de finale : Bat Igor Alborov (Ouzbékistan), par décision (18-18)
  2. Quart-de-finale : Bat Adam Forsyth (Australie), 27-12
  3. Demi-finale : Perd contre Viktar Zuyev (Biélorussie), victoire facile

Poids super-lourds hommes (+ de 91 kg)
- Mohamed Aly :  Médaille d'argent
  1. 8e de finale : Bat Carlos Takam (Cameroun), 32-19
  2. Quart-de-finale : Bat Jaroslav Jaksto (Lituanie), 19-11
  3. Demi-finale : Bat Michel Lopez Nunez (Cuba), 18-16
  4. Finale : Perd contre Alexander Povetkin (Russie), victoire facile

### Équitation
Saut en obstacles individuel:
- Andre Sakakini avec Casper : qualifié, 63e place

### Escrime
Épée individuel hommes :
- Yasser Mahmoud : défaite en 16e de finale
- Ahmed Nabil : défaite en 16e de finale
- Mohanad Saif El Din Sabry : défaite en 32e de finale

Fleuret individuel hommes :
- Tamer Mohamed Tahoun : défaite en 8e de finale
- Mostafa Nagaty : défaite en 16e de finale
- Mostafa Anwar : défaite en 32e de finale

Fleuret individuel femmes :
- Shaimaa El Gammal : défaite en 16e de finale

Épée par équipe hommes :
- Yasser Mahmoud, Ibrahim Abd El Rahim et Ahmed Nabil : 8e place

Fleuret par équipe hommes :
- Mostafa Nagaty, Tamer Mohamed Tahoun, et Ali Tarek : 8e place

### Handball
Hommes : 12e place
- Tour préliminaire: 0 victoire - 0 match nul - 5 défaites
- Match de classement : (11e/12e) : perd contre la Slovénie, 30-24

### Hockey
Hommes : 12e place
- Tour préliminaire : 0 victoire - 0 match nul - 5 défaites
- Match de classement (9e à la 12e place) : perd contre l'Afrique du Sud, 5-1
- Match de classement (11e/12e place) : perd contre l'Argentine, 4-2

### Judo
- de 66 kg hommes :
- Amin Mohamed : défaite en 16e de finale

- de 73 kg hommes :
- Haitham Awad : perd pour forfait en 16e de finale

- de 81 kg hommes :
- Elsayed Aboumedan : défaite en 16e de finale

- de 90 kg hommes :
- Hesham Mesbah : défaite en 8e de finale

- de 100 kg hommes :
- Bassel Elgharabawy : défaite en 8e de finale ; repêchage 16e de finale

+ de 100 kg hommes :
- Islam Elshehaby : défaite en 16e de finale

+ de 78 kg femmes :
- Samah Ramadan : défaite en 16e de finale; repêchage 16e de finale

### Pentathlon moderne
Homme s:
- Raouf Abdel - 5084 points (20e place)

Femmes :
- Aya Medany - 4852 points (28e place)

### Water polo

#### Compétition hommes par équipe
- Tour préliminaire
  - 0 victoire - 5 défaites - 0 match nul
- Matches de classement :
  - 7e/12e place : Perd contre la Croatie (1-12)
  - 11e/12e place : Perd contre le Kazakhstan (7-15) → 12e place
- Composition de l'équipe :
  - Ragy Abdel Hady
  - Karim Abdel Mohsen
  - Mahmoud Ahmed
  - Ahmed Badr
  - Shady El-Helw
  - Omar El-Sammany
  - Mohamed Gamal-el-Din
  - Sherif Khalil
  - Bassel Mashhour
  - Amr Mohamed
  - Walid Rezk
  - Hassan Sultan
  - Ibrahim Zaher

## Officiels
- Président : Général Mounir Sabet
- Secrétaire général :  Dr Ismail Hamed Osman